# Hij Gelooft in Mij
Hij Gelooft in Mij is een musical van Joop van den Ende Theaterproducties en onder regie van Ruut Weissman over de Nederlandse zanger André Hazes die vanaf november 2012 te zien was in het DeLaMar Theater te Amsterdam. De musical stopte definitief op 4 januari 2015.
Vanaf 27 januari 2022 zal er - ter ere van de 70e verjaardag van André Hazes - een tourversie van de musical te zien zijn die langs verschillende theaters in het land reist.

## Verhaal
De musical vertelt het verhaal over de hoge toppen en de diepe dalen van André Hazes. Het verhaal wordt gezien door de ogen van Rachel van Galen, een vijftienjarig meisje dat verliefd wordt op Hazes, trouwt met haar idool en zichzelf voor de keuze gesteld ziet: houdt zij van de man of van zijn talent?

## Rolverdeling
| Rol               | 2012-2015 | 2022                                 |
| ----------------- | --- | ------------------------------------ |
| André Hazes       | Martijn Fischer                                                                                                | Martijn Fischer                      |
| alternate         | Frank Lammers, Fabian Jansen                                                                                   | Fabian Jansen                        |
| understudy        | Danny Houtkooper nooit gespeeld                                                                                |                                      |
| Rachel Hazes      | Chantal Janzen, Hadewych Minis, Ricky Koole, Elise Schaap, Roosmarijn Luyten                                   | Roosmarijn Luyten                    |
| alternate         | Hadewych Minis, Ricky Koole, Elise Schaap                                                                      |                                      |
| understudy        | Roosmarijn Luyten, Wieneke Remmers, Kristen Denkers, Sophie Veldhuizen                                         | Willemien Dijkstra                   |
| Friedel van Galen | Doris Baaten                                                                                                   | Annick Boer, Ellen Pieters (3 weken) |
| alternate         | Ellen Pieters                                                                                                  |                                      |
| understudy/cover  | Roosmarijn Luyten, Kristen Denkers, Wieneke Remmers                                                            | Dorien van Gent, Willemien Dijkstra  |
| Jan van Galen     | Hajo Bruins, Peter Blok, Kees Boot, Diederik Ebbinge                                                           | Rutger de Bekker                     |
| alternate         | Rutger de Bekker, Casper Gimbrère                                                                              |                                      |
| understudy/cover  | Howard van Dodemont, Casper Gimbrère                                                                           | Dick Cohen, Danny Houtkooper         |
| Tim Griek         | Cees Geel | Mark Kraan                           |
| alternate         | Rutger de Bekker                                                                                               |                                      |
| understudy/cover  | Roy Kullick, Casper Gimbrère                                                                                   | Maarten Hopman, Danny Houtkooper     |
| Conny             | Tina de Bruin, Jip Smit, Hanneke Last, Melinda de Vries, Karolien Torensma, Kristen Denkers, Roosmarijn Luyten | Dorien van Gent                      |
| understudy/cover  | Melinda de Vries, Karolien Torensma, Kristen Denkers, Roosmarijn Luyten                                        | Leanne Lena, Judith Boesen           |
| Ria Bremer        | Wieneke Remmers, Kristen Denkers                                                                               | Willemien Dijkstra                   |
| understudy/cover  | Sjoukje Hoogma, Roosmarijn Luyten, Melinda de Vries, Rianne Botma, Sophie Veldhuizen                           |                                      |
| Joke              | Kristen Denkers                                                                                                | Willemien Dijkstra                   |
| understudy        | Roosmarijn Luyten, Melinda de Vries, Simone Breukink                                                           |                                      |
| Valkenier         | Jan Elbertse, Howard van Dodemont                                                                              | Dick Cohen                           |
| understudy/cover  | Danny Houtkooper, Casper Gimbrère                                                                              | Sven Blom, Danny Houtkoper           |
| Johnny            | Jim Deddes, Ruben Brinkman                                                                                     | Sebastiaan de Bie                    |
| Babs              | Sophie Veldhuizen, Jorien Zeevaart, Lieke Pijnappels                                                           | Sterre Verschoor                     |
| understudy        | o.a. Roosmarijn Luyten, Melinda de Vries                                                                       |                                      |
| Jonge Rachel      | Wisselende bezetting                                                                                           | Wisselende bezetting                 |

### Ensemble
2022:
- Willemien Dijkstra
- Sterre Verschoor
- Amanda Payne
- Leanne Lena
- Carlos de Vries
- Judith Boesen
- Sebastiaan de Bie
- Flen Huisman
- Maarten Hopman
- Sanne Groenen
- Celine Rietmeyer
- Sven Blom
- Iwan Oorburg

2012-2015:
- Wieneke Remmers
- Melinda de Vries
- Jim Deddes
- Kristen Denkers
- Tina de Bruin
- Danny Houtkooper
- Sophie Veldhuizen
- Roy Kullick
- Casper Gimbrère
- Howard van Dodemont
- Jip Smit
- Hanneke Last
- Karolien Torensma
- Sjoukje Hoogma
- Rianne Botma
- Ruben Brinkman
- Jorien Zeevaart
- Lieke Pijnappels